# Eastington
Eastington is een civil parish in het bestuurlijke gebied Stroud, in het Engelse graafschap Gloucestershire.